# Dover (New Hampshire)
Dover település az Amerikai Egyesült Államok New Hampshire államában, Strafford megyében, melynek megyeszékhelye is. Lakosainak száma 32 741 fő (2020. április 1.).

## Népesség
A település népességének változása:
| Lakosok száma | 29 987 | 30 665 | 32 741 |
|               | 2010   | 2014   | 2020   |